# 吉田一也
吉田 一也（よしだ かずや、1981年 - ）は、日本の理学療法士、医学博士。人間総合科学大学保健医療学部准教授。APULA代表。鎖骨ほぐし®︎（鎖骨つまみ）提唱者。デルマテープ®︎監修者。

## 人物・略歴
1981年千葉県生まれ。柏市出身。理学療法士免許取得後、東京都練馬区の整形外科病院に入職。肩関節疾患のリハビリテーションに携わる。その後、専門学校の専任教員を経て、大学にて教鞭を執る。2017年より大学教育に携わるかたわら、肩専門店APULA高田馬場にて肩こりや四十肩・五十肩などの肩の不調への施術を数多く担当。

## 年表
- 2003年　早稲田医療技術専門学校　理学療法学科　卒業。
- 2003年　関町病院　リハビリテーション科　主任理学療法士。（〜2009年）。
- 2009年　早稲田医療技術専門学校　理学療法学科　専任教員。（〜2011年）。
- 2011年　埼玉県立大学大学院　保健医療福祉学研究科　修士課程修了。　修士。（リハビリテーション学）。
- 2011年　人間総合科学大学　保健医療学部　助教。
- 2015年　人間総合科学大学　保健医療学部　専任講師。
- 2017年　獨協医科大学大学院　医学研究科　博士課程修了。　博士。（医学）。
- 2017年　肩専門店APULA高田馬場　代表。
- 2018年　御殿山整形外科リハビリクリニック　外部技術顧問。（〜2019年）。
- 2019年　人間総合科学大学　保健医療学部　准教授。

## 主な著書

### 単著
- 肩こり博士の最新肩こり解消法 鎖骨ほぐし®︎（日本橋出版、2023年）
- 痛い「変形性肩関節症」は自分で防ぐ！改善する！（PHP研究所、2021年）
- 5秒解痛！按揉鎖骨，消除肩、頸、背痠、止住頭痛（高寶書版、2019年）【台湾版】
- 肩こり、首痛、頭痛は鎖骨を5秒ほぐすだけでなくなる！（主婦の友社、2019年）

### 専門書
- 『入門』肩痛と拘縮〜肩甲帯機能に対する評価と治療（単著、ヒューマン・プレス、2023年）
- 整形外科的テストポケット手帳（単著、ヒューマン・プレス、2022年）
- 症例動画から学ぶ臨床姿勢分析〜姿勢・運動連鎖・形態の評価法（編集、ヒューマン・プレス、2022年）
- 明解 スポーツ理学療法〜図と動画で学ぶ基礎と実践（共著、三輪書店、2021年）
- 病態動画から学ぶ臨床整形外科的テスト〜的確な検査法に基づく実践と応用（編集、ヒューマン・プレス、2021年）
- 運動のつながりから導く姿勢と歩行の理学療法（共著、文光堂、2020年）
- PT・OTビジュアルテキスト 地域理学療法学 第1版（共著、羊土社、2015年）
- 若手セラピストのための整形外科アプローチ3（編集、エターナル出版、2015年）
- 若手セラピストのための整形外科アプローチ2（編集、エターナル出版、2015年）
- ブラッシュアップ理学療法 第1版（共著、三輪書店、2012年）

## メディア出演

### テレビ
- フジテレビ「ホンマでっか!?TV」肩・首・腰・・・コリの悩み丸ごと解消SP　2024年5月15日
- テレビ東京「主治医が見つかる診療所」肩こりするのは“鎖骨の角度”が原因！つまむだけ…カンタン解消法　2022年4月25日
- 日本テレビ「世界一受けたい授業」肩や首がこる人こらない人 6つの違いとは？　2022年4月16日
- テレビ東京「なないろ日和！」ツラい肩こり どうする？！　2019年4月23日
- 日本テレビ「ヒルナンデス！」それいけ！森四中！〜肩こり編〜　2019年4月22日

### ラジオ
- J-WAVE「MAKE MY DAY」2022年2月27日
- J-WAVE「TOKYO MORNING RADIO」2021年10月13日

### 雑誌
- 週刊現代2022年7月16日号（講談社）
- 月刊商工会2022年4月号（全国商工会連合会）
- HOT PEPPER Beauty2021年11月号（リクルート）
- オレンジページ2020年8月2日号（株式会社オレンジページ）
- 日経ヘルス2020年4月号（日経BP）
- くびの痛み・頸椎症の長年の痛みとしびれを自力で治す本（主婦の友社）
- 女性自身2019年9月10日号（光文社）
- PHPからだスマイル2019年8月号（PHP研究所）
- 月刊健康2019年8月号（主婦の友社）

### 監修
- VoCE（講談社）「肩こり診断」「鎖骨ほぐし」「肩こり解消ストレッチ」
- 高校生の悩み解決サイト（東進ハイスクール）「悩み相談Q&A」
- 気分が晴れバレするWEBマガジン（興和株式会社）「ハレバレ」
- キネシオロジーテープ「デルマテープ®︎」